# Buxbaumia
Buxbaumia Hedw., 1801 è un genere di muschi della classe Bryopsida, unico genere della famiglia Buxbaumiaceae Schwägr., 1830, dell'ordine Buxbaumiales Cavers, 1911 e della sottoclasse Buxbaumiidae Doweld, 2001.
Recenti studi filogenetici identificano il genere Buxbaumia come sister group di tutte le altre Bryopsida.

## Descrizione
Le specie del genere Buxbaumia hanno un gametofito di dimensioni molto ridotte, costituito esclusivamente da un microscopico protonema filiforme, incolore, privo di fusto e quasi senza foglie, e uno sporofito che a maturità arriva a misurare tra 4 e 11 mm. Nella maggior parte dei muschi lo stadio gametofitico è invece di dimensioni maggiori rispetto allo stadio sporofitico.

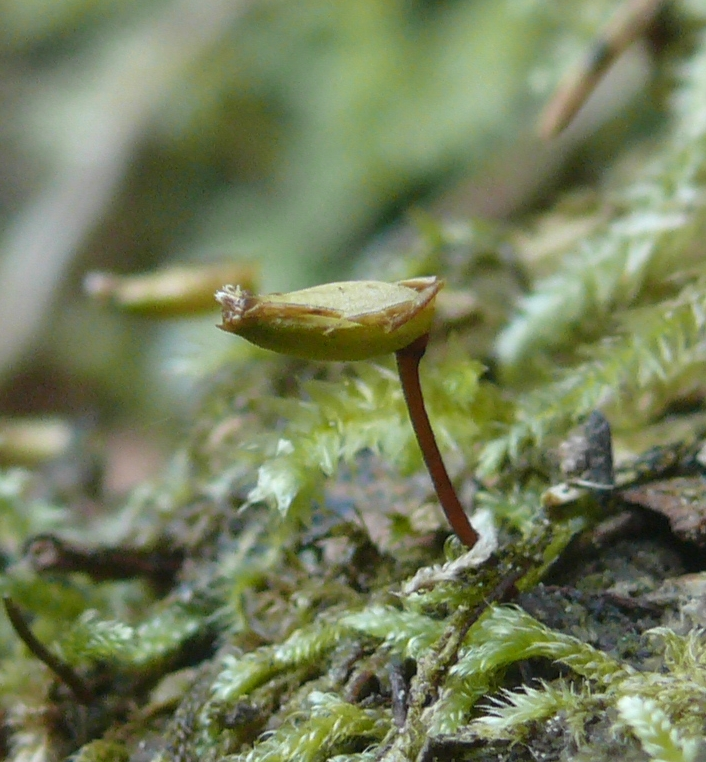
Sporofito di B. viridis.
Si distinguono la faccia superiore della capsula, appiattita, parzialmente ricoperta dalla caliptra, e l'opercolo, conico, disposto perpendicolarmente alla faccia superiore.

La capsula dello sporangio, di forma da ovalata a cilindrica, è disposta obliquamente all'apice della seta ed è un carattere distintivo del genere presentando la faccia superiore appiattita e spesso delimitata dalla faccia inferiore da un sottile bordo perimetrale; l'opercolo è conico, disposto perpendicolarmente alla faccia superiore della capsula; nelle prime fasi della maturazione la capsula è ricoperta da una caliptra liscia e sottile, che si distacca precocemente. Le spore vengono espulse dalla capsula con un meccanismo a spruzzo, innescato dalle gocce di pioggia che cadono sulla faccia superiore della capsula.
Come nella maggior parte delle Bryopsida, l'apertura attraverso cui vengono rilasciate le spore è circondata da un doppio peristoma, in cui si distinguono un esostoma formato da 16 piccoli "denti", irregolari e talvolta rudimentali, e un endostoma costituito da una membrana pieghettata, disposta con continuità sul versante interno dell'apertura della capsula.

Solo il genere Diphyscium ha una struttura del peristoma similare, che presenta però un endostoma a 16 pieghe, a differenza delle 32 pieghe presenti in Buxbaumia.

## Biologia
Il genere comprende specie dioiche, cioè con organi riproduttivi maschili e femminili prodotti da piante diverse. Le piante maschili sviluppano solo una microscopica foglia attorno ad ogni anteridio, mentre le piante femminili presentano 3 o 4 piccole foglioline incolori attorno a ciascun archegonio.

## Distribuzione e habitat
Le specie del genere Buxbaumia sono distribuite in prevalenza nelle regioni da temperate a subartiche dell'emisfero settentrionale, con alcune specie presenti nelle aree più fredde dell'Australia e della Nuova Zelanda.
Crescono su legno in decomposizione, affioramenti rocciosi o direttamente sul terreno. Sono specie pioniere in grado di colonizzare habitat disturbati.

## Tassonomia

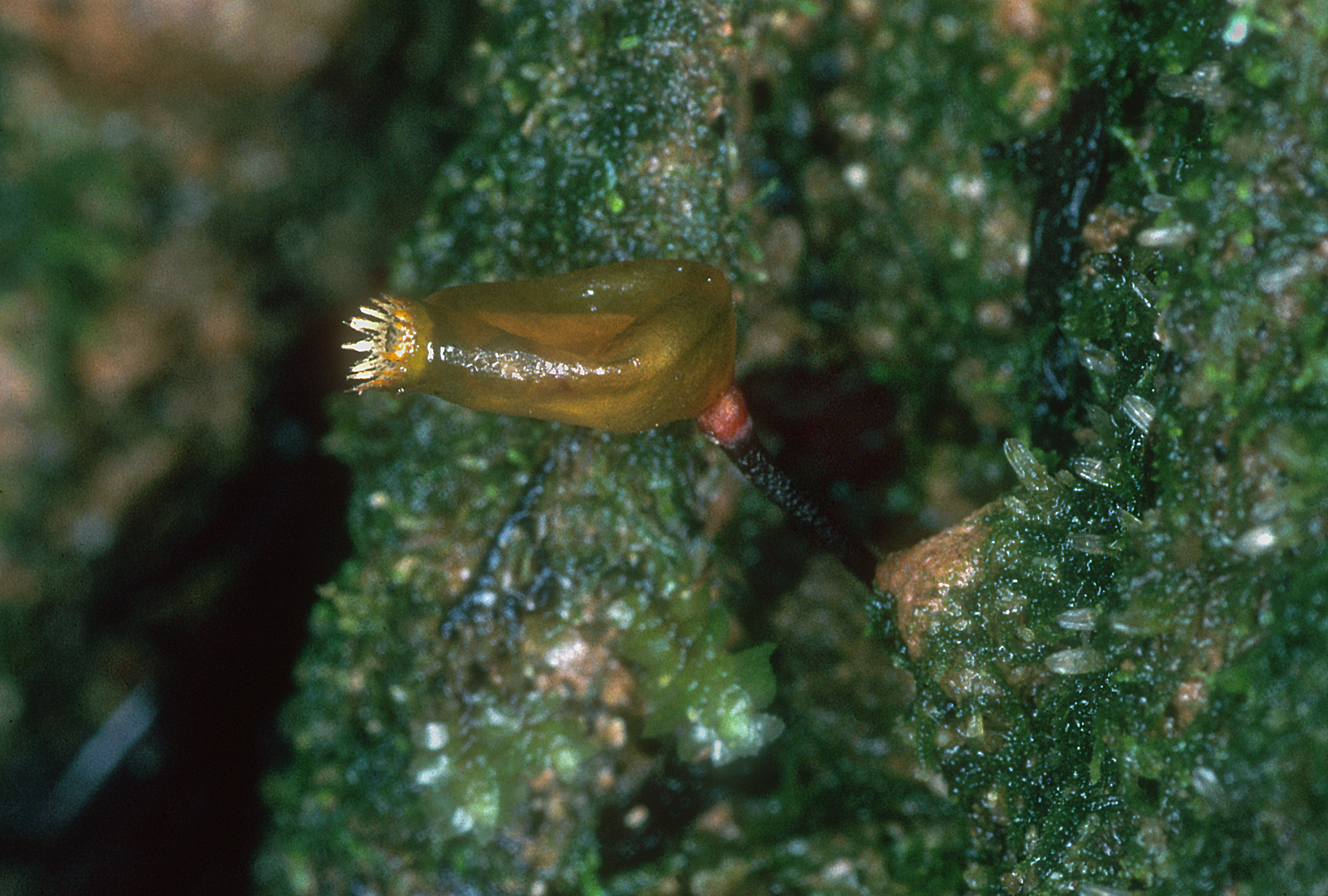
Sporofito di B. piperi

Il genere comprende le seguenti specie:
- Buxbaumia aphylla Hedw.
- Buxbaumia colyerae Burges
- Buxbaumia himalayensis Udar, S.C.Srivast. & D.Kumar
- Buxbaumia javanica Müll. Hal.
- Buxbaumia minakatae S.Okamura
- Buxbaumia novae-zelandiae Dixon
- Buxbaumia piperi Best
- Buxbaumia punctata P.C.Chen & X.J.Li
- Buxbaumia symmetrica P.C.Chen & X.J.Li
- Buxbaumia thorsborneae I.G. Stone
- Buxbaumia viridis (Moug. ex DC.) Brid. ex Moug. & Nestl.